# 1145 Robelmonte
1145 Robelmonte är en asteroid i huvudbältet som upptäcktes den 3 februari 1929 av den belgiske astronomen Eugène Joseph Delporte. Dess preliminära beteckning var 1929 CC. Den fick senare namn efter orten med samma namn i Belgien, som var födelseplatsen för den belgiske astronomen Sylvain Julien Victor Arend. Bakgrunden till detta var en förväxling kring namnet mellan asteroid 1127 Mimi och 1145 Robelmonte. Arend föreslog namnet Robelmonte för sin upptäckt av asteroid nr 1127 och Delporte föreslog sin hustrus namn efter upptäckten av asteroid nr 1145. Vid namngivningen förväxlades uppgifterna, vilket förklarar varför Arends upptäckt har fått namn efter Delportes hustru.
Den tillhör asteroidgruppen Vesta.
Robelmontes senaste periheliepassage skede den 4 juli 2024. Dess rotationstid har beräknats till 9,01±0,01 timmar.